# Случай на плотине
«Случай на плотине» (груз. განაჩენი дословно: Приговор) — художественный фильм, Грузия-фильм, 1959, драма.

## Сюжет
Инженера Джапаридзе, который ради ускорения темпов строительства нарушил нормы безопасности и вызвал катастрофу, арестовывают и присуждают длительную меру наказания. В колонии Джапаридзе назначают начальником строительной бригады. Инженер дал работу многим молодым заключённым и спас их от пагубного влияние рецидивистов. Вернувшись домой, Джапаридзе узнаёт, что во время отбывания наказания его жена умерла от тяжёлой болезни, а детей взял на воспитание прокурор, посадивший Джапаридзе в тюрьму.

## В ролях
- Г. Шавгулидзе
- Дудухана Церодзе
- Лия Элиава
- Д. Данелия
- Г. Ткабладзе
- И. Кахиани
- В. Нинуа
- К. Касрадзе